# Aethiopia lineolata
Aethiopia lineolata är en skalbaggsart som beskrevs av Stefan von Breuning 1939. Aethiopia lineolata ingår i släktet Aethiopia och familjen långhorningar.
Artens utbredningsområde är Kenya. Inga underarter finns listade i Catalogue of Life.